# アダム・ロドリゲス
アダム・ロドリゲス（Adam Rodríguez, 1975年4月2日 - ）は、アメリカ合衆国の俳優。

## 経歴
ニューヨーク州ニューヨーク出身。4分の3がプエルトリコ系、4分の1がキューバ系の血を引いている。
10歳の時に、『コスビー・ショー』のオーディションを受ける。プロ野球選手を志したこともあるが、高校生の時に怪我をし断念、俳優業を志すようになる。1993年、クラークスタウン高校を卒業。
初出演は『X-ファイル』へのエキストラ出演であった。その後2002年から放送が始まったCBSのテレビドラマ『CSI:マイアミ』にレギュラー出演しブレイク。シーズン8の途中で番組を降板したが、シーズン9から再びレギュラーに復帰。また、2009年9月、『アグリー・ベティ』への出演が決まった。
2016年9月28日よりアメリカで放送の『クリミナル・マインド FBI行動分析課』シーズン12からレギュラー出演。

## 出演

### 映画
| 公開年 | 邦題 原題                                                 | 役名             | 備考           |
| ------ | --------------------------------------------------------- | ---------------- | -------------- |
| 2005   | 壊滅暴風圏II/カテゴリー7 Category 7: The End of the World | リッター         | テレビ映画     |
| 2006   | バッデスト 偽りの捜査線 Splinter                          | マルティネス     | 日本劇場未公開 |
| 2007   | プリズナー Take                                           | スティーヴン牧師 | 日本劇場未公開 |
| 2012   | マジック・マイク Magic Mike                               | ティト           |                |
| 2014   | きのうの夜は… About Last Night                            | Steven Thaler    | 日本劇場未公開 |
| 2014   | ラブシック Lovesick                                       | ジェイソン       | 日本劇場未公開 |
| 2015   | マジック・マイクXXL Magic Mike XXL                        | ティト           |                |
| 2017   | チップス 白バイ野郎ジョン&パンチ再起動!? CHiPs            | シェイマス       | 日本劇場未公開 |
| 2018   | インクレディブル・ファミリー Incredibles 2                | 黒髪刑事         | 声の出演       |
| 2023   | マジック・マイク ラストダンス Magic Mike's Last Dance     | ティト           |                |

### テレビシリーズ
| 放映年          | 邦題 原題                                         | 役名                             | 備考                                           |
| --------------- | ------------------------------------------------- | -------------------------------- | ---------------------------------------------- |
| 1997            | NYPDブルー NYPD Blue                              | 警官                             | 第4シーズン第12話「Upstairs, Downstairs」      |
| 1997-1998       | ブルックリン74分署 Brooklyn South                 | ヘクター・ヴィラヌエヴァ巡査     | 計20話出演                                     |
| 1999            | ロー&オーダー Law & Order                         | チノ                             | 第10シーズン第6話「疑いの目」                  |
| 1999-2000       | フェリシティの青春 Felicity                       | エリック・キッド                 | 計3話出演                                      |
| 2001-2002       | ロズウェル - 星の恋人たち Roswell                 | ジェシー・ラミレス               | 計17話出演                                     |
| 2002            | CSI:科学捜査班 CSI: Crime Scene Investigation     | エリック・デルコ                 | 第2シーズン第22話「ベガス - マイアミ合同捜査」 |
| 2002-2012       | CSI:マイアミ CSI: Miami                           | エリック・デルコ                 | 計221話出演                                    |
| 2004            | シックス・フィート・アンダー Six Feet Under       | ケニー・シムズ                   | 第4シーズン第10話「挑発」                      |
| 2009-2010       | アグリー・ベティ Ugly Betty                       | ボビー                           | 計11話出演                                     |
| 2012            | ダニーのサクセス・セラピー Necessary Roughness    | エドモンド・“ゴンゾ”・ゴンザレス | 第2シーズン第4話「スランプバスター」           |
| 2013            | グッドウィン家の遺産相続バトル The Goodwin Games  | アイヴァン                       | 計3話出演                                      |
| 2015            | ナイトシフト 真夜中の救命医 The Night Shift       | ジョーイ・チャベス               | 計6話出演                                      |
| 2015            | Empire 成功の代償 Empire                          | ラス・デルガド                   | 計5話出演                                      |
| 2016-2020 2022- | クリミナル・マインド FBI行動分析課 Criminal Minds | ルーク・アルヴェス               | 計79話出演                                     |
| 2020            | Penny Dreadful: City of Angels                    | ラウル・ヴェガ                   | 計8話出演                                      |
| 2020            | ワンデイ -家族のうた- One Day at a Time           | ダニー                           | 第4シーズン第3話「Boundaries」                 |
| 2021            | Ordinary Joe                                      | ボビー・ディアス                 | 計6話出演                                      |

### ミュージック・ビデオ
- If You Had My Love - ジェニファー・ロペスのミュージック・ビデオ（1999年）
- I Call it Love - ライオネル・リッチーのミュージック・ビデオ（2006年）
- 50セントのミュージック・ビデオ
- Yes We Can - ウィル・アイ・アムのミュージック・ビデオ